# Stadio Rungrado 1° maggio
Lo stadio Rungrado 1º maggio (in inglese Rungrado May Day Stadium, 릉라도 5월1일 경기장?, Rŭngnado 5wŏl 1il KyŏnggijangLR), è uno stadio situato nella città di Pyongyang, capitale della Corea del Nord.
Grazie alla sua capacità di 114 000 posti, è lo stadio più capiente del mondo.

## Utilizzo
L'impianto è teatro, tra agosto e settembre, del Festival di Arirang, il colossale spettacolo di massa organizzato dal regime totalitario di orientamento comunista che dal 1948 governa la Corea del Nord; l'evento è riconosciuto dal Guinness World Records come il più grande al mondo di questo tipo. Lo stadio è sede anche di alcune partite della Nazionale di calcio della Corea del Nord e della Nazionale di calcio femminile della Corea del Nord (assieme allo stadio Kim Il-sung) ed ospita anche alcune competizioni di atletica leggera.

## Storia
Lo stadio venne costruito in due anni nell'isola di Rungra, sul fiume Taedong. Inaugurato il 1º maggio 1989, ha una capienza di 150 000 spettatori. Il perimetro esterno è costituito da 16 grandi arcate, che fanno assomigliare la struttura a un fiore di magnolia.
Lo stadio dispone di 80 accessi, varie sale, una piscina coperta, sauna, letti ed altre strutture atte al ricovero e al relax dei giocatori. Occupa una superficie totale di 207 000 m².
Il più grande afflusso di pubblico allo stadio si ebbe il 28-29 aprile 1995 con il PPV "Collision in Korea", prodotto dalle due federazioni di wrestling World Championship Wrestling e New Japan Pro-Wrestling; il 28 aprile si ebbero 165 000 persone (150 000 confermate) mentre il 29 aprile 190 000 (165 000 confermate).
Nel 2000 questo stadio ha accolto lo storico incontro tra il dittatore nordcoreano Kim Jong-Il e il segretario di stato degli Stati Uniti d'America Madeleine Albright.

## Galleria d'immagini

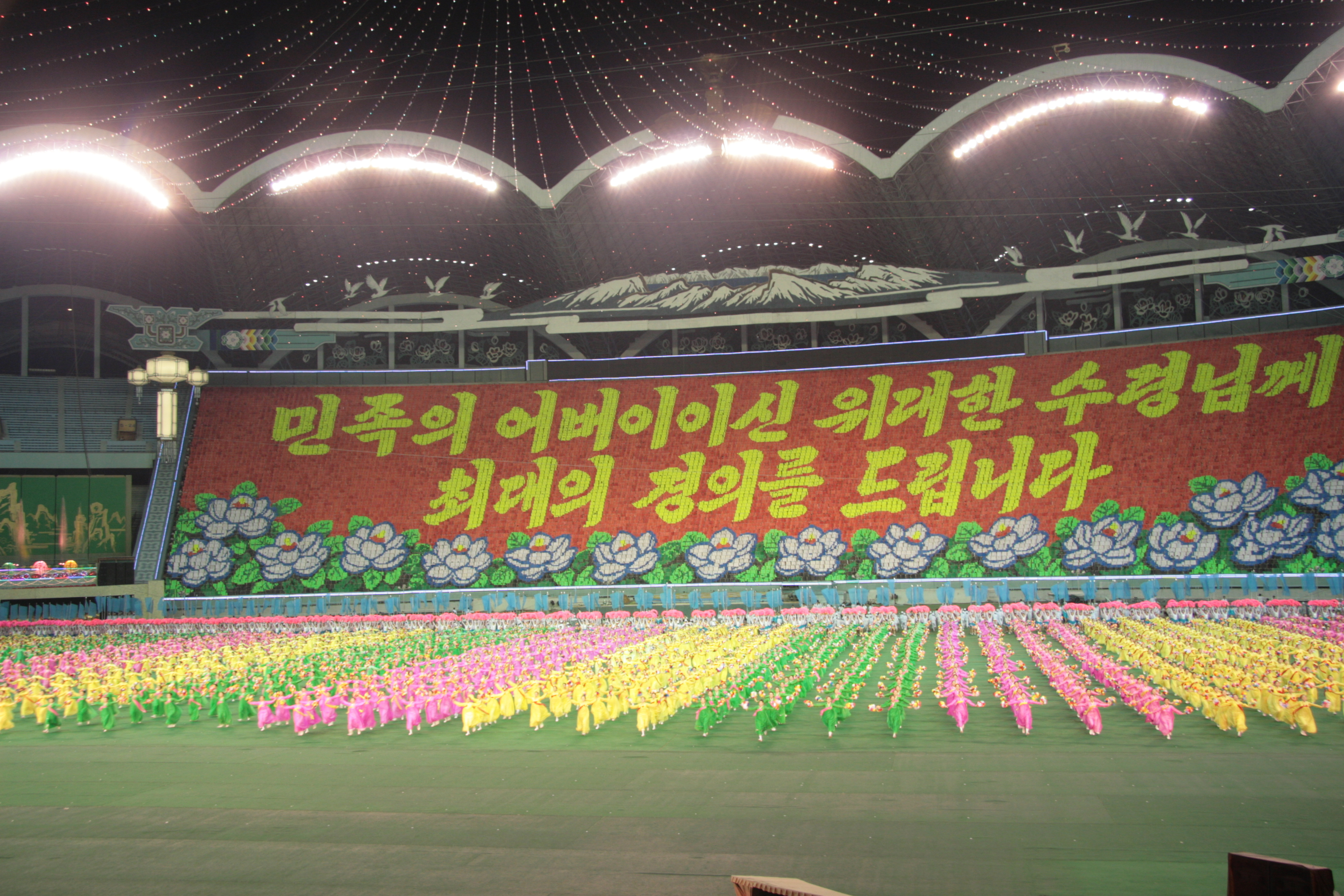
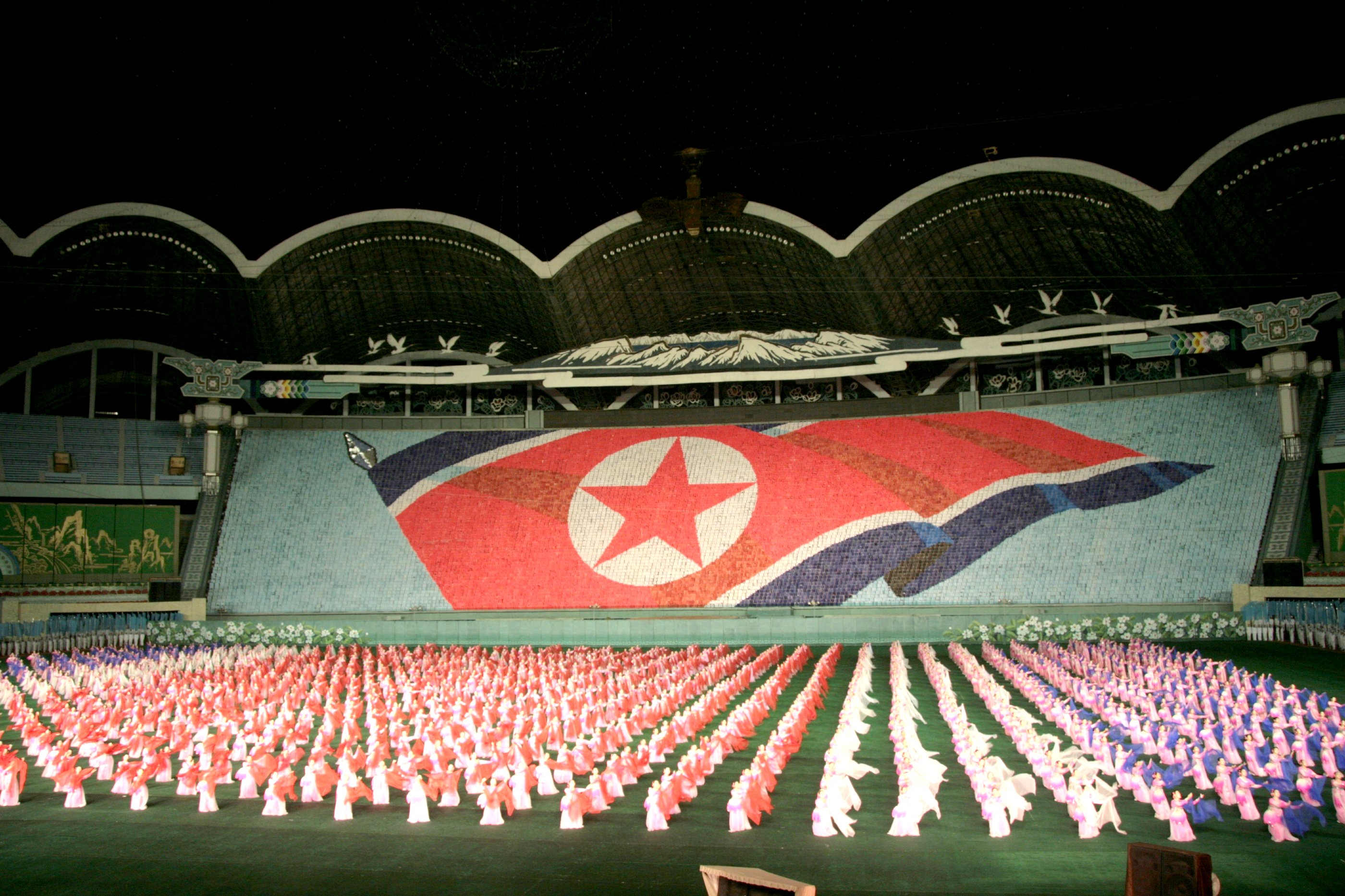
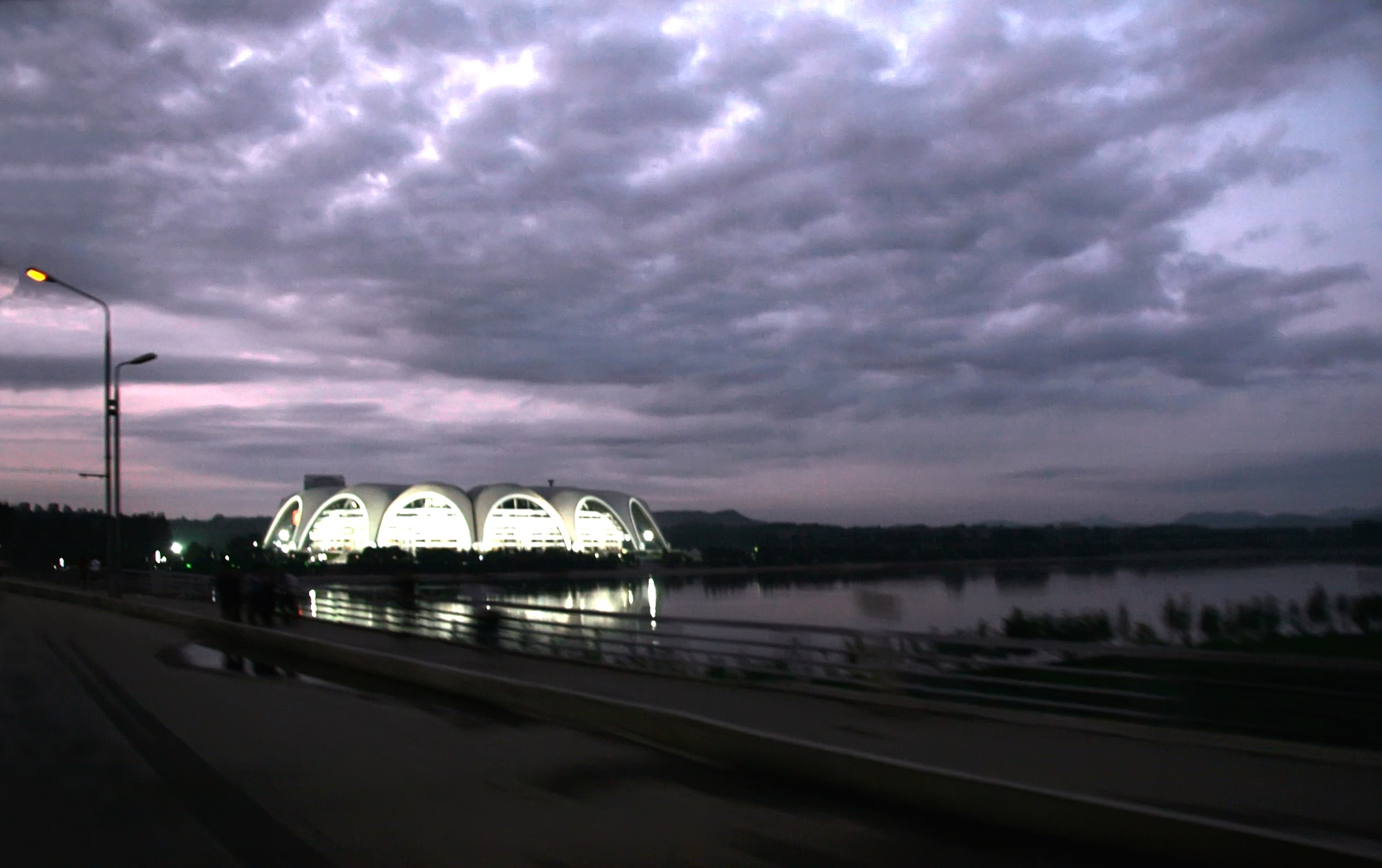
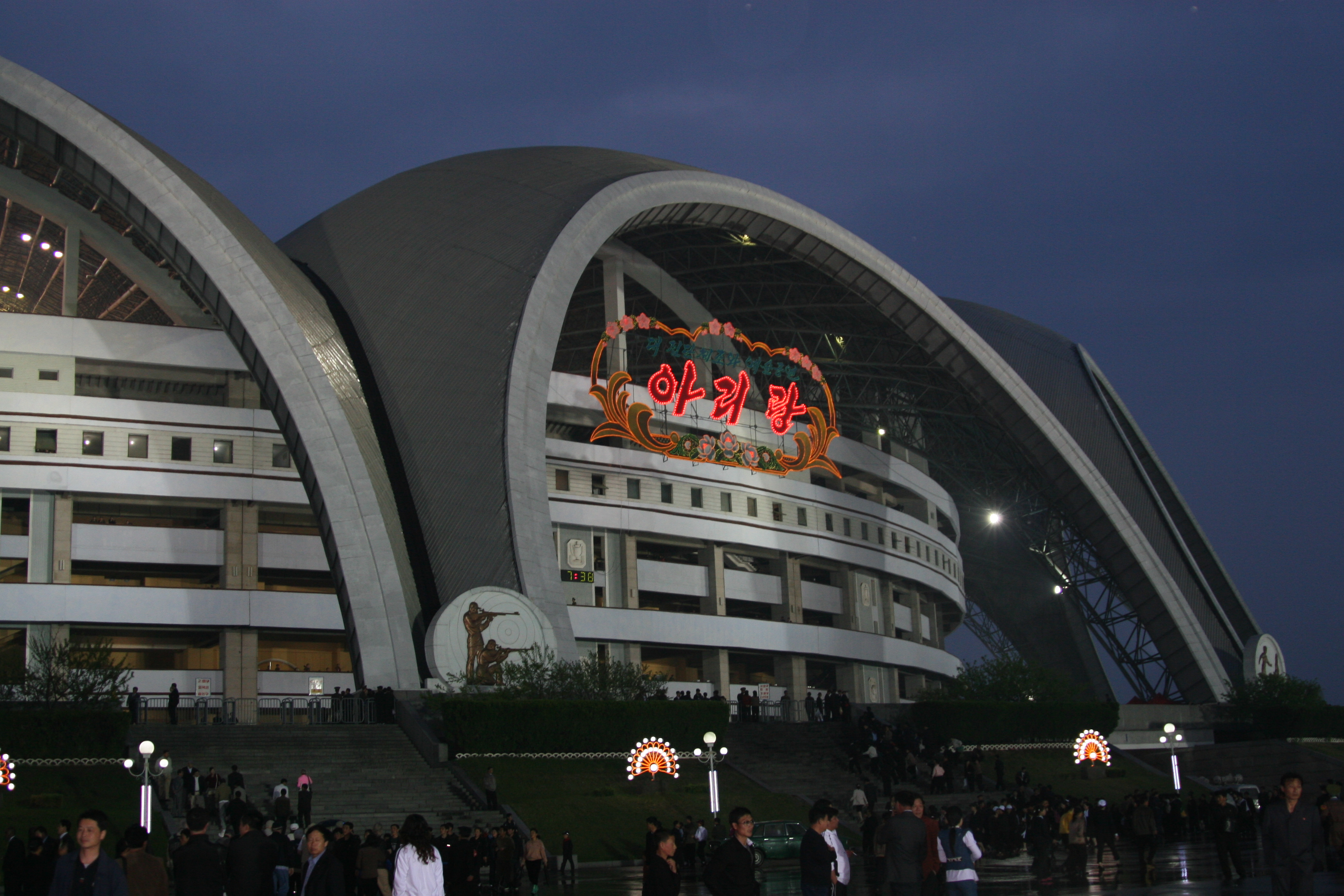
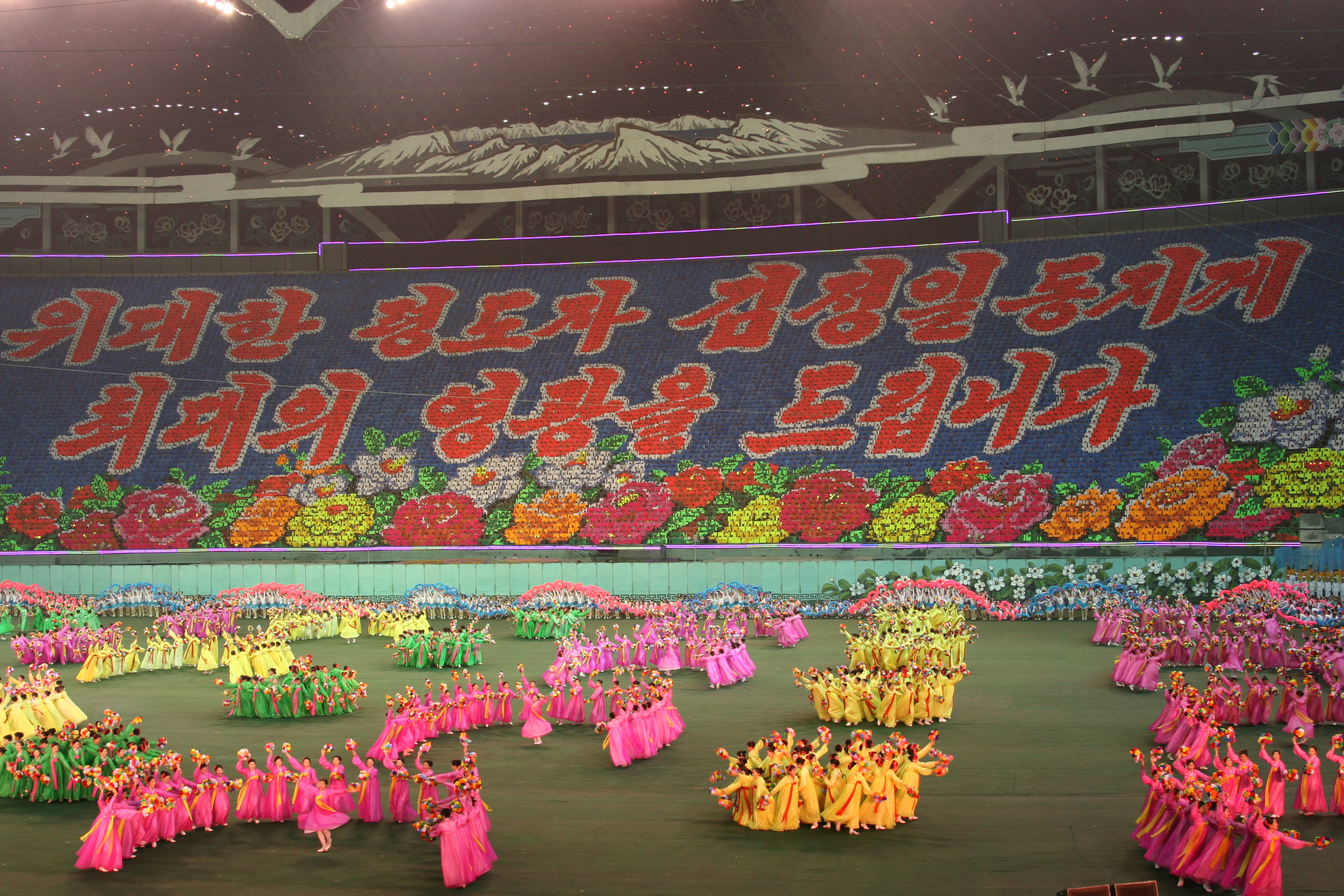